# Danh sách giải thưởng và đề cử của Lý Vũ Xuân
Lý Vũ Xuân, còn được gọi là Chris Lee, là một ca sĩ, nhạc sĩ kiêm diễn viên điện ảnh người Trung Quốc. Cô đã giành được hàng trăm giải thưởng và danh hiệu từ âm nhạc, thời trang, giải trí, phim ảnh và quảng cáo.

### Abbey Road Music
| Năm  | Đề cử / Tác phẩm                              | Giải thưởng                              | Kết quả   | Ghi chú |
| ---- | --------------------------------------------- | ---------------------------------------- | --------- | ------- |
| 2010 | A Magical Encounter 1987 (1987我不知会遇见你) | Đĩa đơn phổ biến nhất (最受欢迎流行单曲) | Đoạt giải | [ 1 ]   |

### Gala Âm nhạc châu Á
| Năm  | Đề cử / Tác phẩm           | Giải thưởng                                                        | Kết quả   | Ghi chú |
| ---- | -------------------------- | ------------------------------------------------------------------ | --------- | ------- |
| 2016 | Chris Lee                  | Nữ ca sĩ xuất sắc nhất Trung Quốc đại lục (内地最佳女歌手)         | Đoạt giải | [ 2 ]   |
| 2016 | Barbaric growth (野蛮生长) | Thu âm của năm (Khu vực Trung Quốc Đại Lục) (内地年度最佳唱片大赏) | Đoạt giải | [ 2 ]   |

### Giải thưởng điện ảnh châu Á
| Năm  | Đề cử / Tác phẩm         | Giải thưởng                              | Kết quả | Ghi Chú |
| ---- | ------------------------ | ---------------------------------------- | ------- | ------- |
| 2010 | Bodyguards and Assassins | Diễn viên mới xuất sắc nhất (最佳新演员) | Đề cử   | [ 3 ]   |

### Asia Song Festival
| Năm  | Đề cử / Tác phẩm | Giải thưởng                                      | Kết quả   | Ghi chú |
| ---- | ---------------- | ------------------------------------------------ | --------- | ------- |
| 2009 | Chris Lee        | Nghệ sĩ châu Á xuất sắc nhất: Trung Quốc đại lục | Đoạt giải |         |

### Baidu Entertainment Boiling Point
| Năm  | Đề cử / Tác phẩm         | Giải thưởng                                  | Kết quả   | Ghi chú |
| ---- | ------------------------ | -------------------------------------------- | --------- | ------- |
| 2008 | Chris Lee                | Ca sĩ lôi cuốn nhất năm (年度最具号召力歌手) | Đoạt giải |         |
| 2009 | Teenage China (少年中国) | Video nhạc phổ biến nhất (最热门音乐录影带)  | Đoạt giải |         |
| 2009 | Chris Lee                | Thần tượng nổi tiếng nhất (最人气偶像)       | Đoạt giải |         |

|}

### Beijing Pop Music
| Năm  | Đề cử / Tác phẩm                                     | Giải thưởng                                                                         | Kết quả   | Ghi chú |
| ---- | ---------------------------------------------------- | ----------------------------------------------------------------------------------- | --------- | ------- |
| 2007 | Chris Lee                                            | Nữ ca sĩ được yêu thích nhất đại (Trung Quốc Đại Lục) (内地年度最受欢迎女歌手)      | Đoạt giải | [ 4 ]   |
| 2007 | Chris Lee                                            | Tân binh nữ được yêu thích nhất năm (年度最受欢迎女新人)                            | Đoạt giải | [ 4 ]   |
| 2007 | Loving                                               | Bài hát vàng của năm (年度金曲)                                                     | Đoạt giải | [ 4 ]   |
| 2008 | Chris Lee                                            | Nữ ca sĩ nổi tiếng nhất năm của Trung Quốc (内地年度最受欢迎女歌手)                 | Đoạt giải | [ 5 ]   |
| 2008 | Chris Lee                                            | Nữ ca sĩ của năm (Khu vực Trung Quốc Đại Lục) (内地年度最佳女歌手)                  | Đề cử     | [ 6 ]   |
| 2008 | Chris Lee                                            | Nữ ca sĩ của năm trên sân khấu (年度最佳舞台演绎女歌手)                             | Đề cử     | [ 6 ]   |
| 2008 | Floated Subway (漂浮地铁)                            | Bài hát vàng của năm (年度金曲)                                                     | Đoạt giải | [ 7 ]   |
| 2008 | Interior Student (差生)                              | Bài hát vàng của năm (年度金曲)                                                     | Đoạt giải | [ 7 ]   |
| 2009 | Chris Lee                                            | Nữ ca sĩ của năm (Trung Quốc Đại Lục) (内地年度最佳女歌手)                          | Đề cử     | [ 8 ]   |
| 2009 | Chris Lee                                            | Nữ ca sĩ nổi tiếng nhất năm của Trung Quốc (内地年度最受欢迎女歌手)                 | Đề cử     | [ 8 ]   |
| 2009 | Chris Lee                                            | Nữ ca sĩ của năm trên sân khấu (年度最佳舞台演绎女歌手)                             | Đề cử     | [ 8 ]   |
| 2010 | Chris Lee                                            | Nữ ca sĩ Trung Quốc của năm (内地年度最佳女歌手)                                    | Đề cử     | [ 9 ]   |
| 2010 | Chris Lee                                            | Nữ ca sĩ được yêu thích nhất trong năm (年度最受欢迎女歌手)                         | Đề cử     | [ 9 ]   |
| 2010 | Why Me                                               | Bài hát vàng của năm (年度金曲)                                                     | Đoạt giải | [ 10 ]  |
| 2010 | Chris Lee                                            | Nữ ca sĩ của năm trên sân khấu (年度最佳舞台演绎女歌手)                             | Đoạt giải | [ 10 ]  |
| 2010 | Chris Lee                                            | Nghệ sĩ toàn năng của năm (Trung Quốc Đại Lục) (内地年度全能艺人)                   | Đoạt giải | [ 10 ]  |
| 2011 | Chris Lee                                            | Nữ ca sĩ được yêu thích nhất trong năm (年度最受欢迎女歌手)                         | Đoạt giải | [ 11 ]  |
| 2011 | Chris Lee                                            | Nữ ca sĩ của năm trên sân khấu (年度最佳舞台演绎女歌手)                             | Đoạt giải | [ 11 ]  |
| 2011 | Chris Lee                                            | Nữ ca sĩ Trung Quốc Đại Lục của năm (内地年度最佳女歌手)                            | Đề cử     | [ 12 ]  |
| 2011 | See You Next Crossing (下个，路口，见)               | Sáng tác hay nhất của năm (年度最佳作曲)                                            | Đề cử     | [ 12 ]  |
| 2011 | See You Next Crossing (下个，路口，见)               | Bài hát vàng của năm (年度金曲)                                                     | Đoạt giải |         |
| 2012 | Chris Lee                                            | Nữ ca sĩ được yêu thích nhất trong năm (年度最受欢迎女歌手)                         | Đoạt giải | [ 13 ]  |
| 2012 | Chris Lee                                            | Nữ ca sĩ của năm trên sân khấu (年度最佳舞台演绎女歌手)                             | Đoạt giải | [ 13 ]  |
| 2012 | Chris Lee                                            | Nghệ sĩ toàn năng của năm ở Trung Quốc Đại Lục (内地年度全能艺人)                   | Đoạt giải | [ 13 ]  |
| 2012 | Sorry, Just Miss You Suddenly (对不起只是忽然很想你) | Bài hát vàng của năm (年度金曲)                                                     | Đoạt giải | [ 13 ]  |
| 2012 | Chris Lee/The Dancing Artist (会跳舞的文艺青年)      | Sáng tác hay nhất của năm (年度最佳作曲)                                            | Đề cử     | [ 14 ]  |
| 2012 | Chris Lee                                            | Nữ ca sĩ Trung Quốc Đại Lục của năm (内地年度最佳女歌手)                            | Đề cử     | [ 14 ]  |
| 2013 | Chris Lee/Old If Not Wild (再不疯狂我们就老了)       | Lời bài hát hay nhất của năm (年度最佳作词)                                         | Đoạt giải | [ 15 ]  |
| 2013 | Old If Not Wild (再不疯狂我们就老了)                 | Album hay nhất của năm (年度最佳专辑)                                               | Đoạt giải | [ 15 ]  |
| 2013 | Chris Lee                                            | Nữ ca sĩ của năm trên sân khấu (年度最佳舞台演绎女歌手)                             | Đoạt giải | [ 15 ]  |
| 2013 | Chris Lee                                            | Nữ ca sĩ được yêu thích nhất trong năm (年度最受欢迎女歌手)                         | Đoạt giải | [ 15 ]  |
| 2013 | Chris Lee/Old If Not Wild (再不疯狂我们就老了)       | Nhà soạn nhạc xuất sắc nhất của năm (年度最佳作曲)                                  | Đề cử     | [ 16 ]  |
| 2013 | Chris Lee                                            | Nữ ca sĩ Trung Quốc Đại Lục của năm (内地年度最佳女歌手)                            | Đề cử     | [ 16 ]  |
| 2013 | Chris Lee                                            | Ca sĩ-nhạc sĩ xuất sắc nhất của năm (Trung Quốc Đại Lục) (年度最佳创作歌手奖(内地)) | Đề cử     | [ 16 ]  |

### BQ Weekly
| Năm  | Đề cử / Tác phẩm         | Giải thưởng                               | Kết quả   | Ghi chú |
| ---- | ------------------------ | ----------------------------------------- | --------- | ------- |
| 2008 | Chris Lee                | Nữ ca sĩ của năm (年度女歌手)             | Đoạt giải | [ 17 ]  |
| 2008 | Teenage China (少年中国) | Bài hát vàng của năm (年度金曲)           | Đoạt giải | [ 17 ]  |
| 2013 | Chris Lee                | Nghệ sĩ nổi tiếng nhất năm (年度音乐红人) | Đề cử     | [ 18 ]  |

### China Gold Record
| Năm  | Đề cử / Tác phẩm | Giải thưởng                                        | Kết quả   | Ghi chú |
| ---- | ---------------- | -------------------------------------------------- | --------- | ------- |
| 2010 | Chris Lee        | Nữ ca sĩ nhạc Pop xuất sắc nhất (流行类最佳女歌手) | Đoạt giải |         |

### Giải thưởng âm nhạc Trung Quốc
| Năm  | Đề cử / Tác phẩm                     | Giải thưởng                                                           | Kết quả   | Ghi chú |
| ---- | ------------------------------------ | --------------------------------------------------------------------- | --------- | ------- |
| 2010 | Chris Lee                            | Nữ ca sĩ nổi tiếng nhất Trung Quốc Đại Lục (内地最受欢迎女歌手)       | Đoạt giải | [ 19 ]  |
| 2010 | Chris Lee                            | Nghệ sĩ Thành Đô được yêu thích nhất trong năm (年度最受欢迎成都艺人) | Đoạt giải | [ 19 ]  |
| 2010 | Chris Lee                            | 12530 MIGU Music Award (12530无线音乐年度大奖)                        | Đoạt giải | [ 19 ]  |
| 2010 | Bodyguards and Assassins             | Diễn viên mới xuất sắc nhất (最佳新演员)                              | Đề cử     | [ 20 ]  |
| 2011 | Chris Lee                            | Nữ ca sĩ nổi tiếng nhất Trung Quốc Đại Lục (内地最受欢迎女歌手)       | Đoạt giải |         |
| 2012 | Chris Lee                            | Nữ ca sĩ xuất sắc nhất Trung Quốc Đại Lục (内地最佳女歌手)            | Đề cử     | [ 21 ]  |
| 2012 | Chris Lee                            | Nữ ca sĩ nổi tiếng nhất Trung Quốc Đại Lục (内地最受欢迎女歌手)       | Đoạt giải | [ 22 ]  |
| 2013 | Old If Not Wild (再不疯狂我们就老了) | Album Trung Quốc Đại Lục của năm (内地年度最佳专辑)                   | Đoạt giải | [ 23 ]  |
| 2013 | Chris Lee                            | Nữ ca sĩ nổi tiếng nhất Trung Quốc Đại Lục (内地最受欢迎女歌手)       | Đoạt giải | [ 23 ]  |
| 2013 | Cold Blade (刀锋偏冷)                | Top Hits (榜中榜金曲)                                                 | Đoạt giải | [ 23 ]  |
| 2013 | Cold Blade (刀锋偏冷)                | Video âm nhạc hay nhất (最佳音乐录影带)                               | Đề cử     | [ 24 ]  |
| 2014 | Chris Lee                            | Nữ ca sĩ xuất sắc nhất Trung Quốc Đại Lục (内地最佳女歌手)            | Đoạt giải | [ 25 ]  |
| 2014 | Chris Lee                            | Ca sĩ châu Á có sức ảnh hưởng nhất (亚洲影响力最佳歌手)               | Đoạt giải | [ 25 ]  |

### Hoa Ngữ Kim Khúc
| Năm  | Đề cử / Tác phẩm                     | Giải thưởng                                     | Kết quả   | Ghi chú |
| ---- | ------------------------------------ | ----------------------------------------------- | --------- | ------- |
| 2014 | Old If Not Wild (再不疯狂我们就老了) | Top 10 Giai điệu vàng Trung Quốc (十大华语金曲) | Đoạt giải |         |

### Chinese Music Media
| Năm  | Đề cử / Tác phẩm | Giải thưởng                | Kết quả   | Ghi chú |
| ---- | ---------------- | -------------------------- | --------- | ------- |
| 2006 | Chris Lee        | Nghệ sĩ của năm (年度艺人) | Đoạt giải |         |

### Truyền thông Điện ảnh Trung Quốc
| Năm  | Đề cử / Tác phẩm         | Giải thưởng                              | Kết quả | Ghi chú |
| ---- | ------------------------ | ---------------------------------------- | ------- | ------- |
| 2010 | Bodyguards and Assassins | Diễn viên mới xuất sắc nhất (最佳新演员) | Đề cử   |         |

### CSC Music
| Năm  | Đề cử / Tác phẩm                              | Giải thưởng                                                          | Kết quả   | Ghi chú |
| ---- | --------------------------------------------- | -------------------------------------------------------------------- | --------- | ------- |
| 2013 | Chris Lee-Young (似火年华)                    | Nữ ca sĩ được khán giả yêu thích nhất trong năm (年度听众最爱女歌手) | Đoạt giải | [ 26 ]  |
| 2013 | Old If Not Wild (再不疯狂我们就老了)          | Top 20 Hits (年度二十大金曲)                                         | Đoạt giải | [ 26 ]  |
| 2015 | A Magical Encounter 1987 (1987我不知会遇见你) | Long Live Single (年度最长寿单曲)                                    | Đoạt giải | [ 27 ]  |
| 2015 | A Magical Encounter 1987 (1987我不知会遇见你) | Top 20 Hits (年度二十大金曲)                                         | Đoạt giải | [ 27 ]  |
| 2015 | A Magical Encounter 1987 (1987我不知会遇见你) | Đĩa đơn yêu thích của người nghe trong năm (年度听众最爱单曲)        | Đề cử     | [ 28 ]  |
| 2015 | Chris Lee-This Unfeeling World (冷暖)         | Nữ ca sĩ được khán giả yêu thích nhất trong năm (年度听众最爱女歌手) | Đề cử     | [ 28 ]  |

### Entertainment Awards
| Năm  | Đề cử / Tác phẩm                   | Giải thưởng                                        | Kết quả   | Ghi chú |
| ---- | ---------------------------------- | -------------------------------------------------- | --------- | ------- |
| 2007 | Empress and Her Dream (皇后与梦想) | Album của năm (年度专辑)                           | Đoạt giải |         |
| 2007 | Chris Lee                          | Nữ ca sĩ của năm (年度女歌手)                      | Đoạt giải |         |
| 2007 | Chris Lee                          | Mười năm âm nhạc nhảy vọt (娱乐十年音乐飞跃人物)   | Đoạt giải |         |
| 2012 | Chris Lee                          | Nữ ca sĩ ảnh hưởng nhất năm (年度最具影响力女歌手) | Đoạt giải |         |

### ERS Chinese Top Ten
| Năm  | Đề cử / Tác phẩm | Giải thưởng                              | Kết quả   | Ghi chú |
| ---- | ---------------- | ---------------------------------------- | --------- | ------- |
| 2012 | Chris Lee        | Nữ ca sĩ xuất sắc nhất (最佳女歌手)      | Đoạt giải |         |
| 2012 | Chris Lee        | All-round Artist (Chinese: 年度全能艺人) | Đoạt giải |         |

### Global Chinese Music
| Năm  | Đề cử / Tác phẩm                       | Giải thưởng                                             | Kết quả   | Ghi chú |
| ---- | -------------------------------------- | ------------------------------------------------------- | --------- | ------- |
| 2006 | Chris Lee                              | Khuyến nghị Truyền thông (传媒推荐奖)                   | Đoạt giải | [ 29 ]  |
| 2006 | Chris Lee                              | Top 5 nữ ca sĩ được yêu thích nhất (最受欢迎女歌手5强)  | Đoạt giải | [ 29 ]  |
| 2006 | Happy Winter (天快乐)                  | 20 bài hát nổi tiếng nhất (二十大最受欢迎金曲)          | Đoạt giải | [ 29 ]  |
| 2007 | Chris Lee                              | Top 5 nữ ca sĩ được yêu thích nhất (最受欢迎女歌手5强)  | Đoạt giải | [ 30 ]  |
| 2007 | Chris Lee                              | Khuyến nghị Truyền thông (传媒推荐奖)                   | Đoạt giải | [ 30 ]  |
| 2007 | Happy Wake Up                          | 20 bài hát nổi tiếng nhất (二十大最受欢迎金曲)          | Đoạt giải | [ 30 ]  |
| 2009 | Why Me                                 | 20 bài hát nổi tiếng nhất (二十大最受欢迎金曲)          | Đoạt giải | [ 31 ]  |
| 2009 | Chris Lee                              | Nữ ca sĩ được yêu thích nhất (最受欢迎女歌手)           | Đoạt giải | [ 31 ]  |
| 2009 | Chris Lee                              | Top 5 nữ ca sĩ được yêu thích nhất (最受欢迎女歌手5强)  | Đoạt giải | [ 31 ]  |
| 2009 | Chris Lee                              | Nữ ca sĩ của năm trên sân khấu (年度最佳舞台演绎女歌手) | Đoạt giải | [ 31 ]  |
| 2010 | Chris Lee                              | Top 5 ca sĩ được yêu thích nhất (最受欢迎女歌手5强)     | Đoạt giải |         |
| 2010 | See You Next Crossing (下个，路口，见) | 20 bài hát nổi tiếng nhất (二十大最受欢迎金曲)          | Đoạt giải |         |

### Global Chinese Golden Chart
| Năm  | Đề cử / Tác phẩm                                       | Giải thưởng                                              | Kết quả   | Ghi chú |
| ---- | ------------------------------------------------------ | -------------------------------------------------------- | --------- | ------- |
| 2010 | Sorry, Just Miss You Suddenly (对不起，只是忽然很想你) | Top 20 ca khúc nhạc vàng của năm (年中20大金曲)          | Đoạt giải |         |
| 2010 | See You Next Crossing (下个，路口，见）                | Top 20 ca khúc nhạc vàng của năm (Chinese: 年中20大金曲) | Đoạt giải |         |
| 2010 | Chris Lee                                              | MusicRadio Recommendation (MusicRadio音乐之声推崇大奖)   | Đoạt giải |         |
| 2011 | Sorry, Just Miss You Suddenly (对不起，只是忽然很想你) | 20 bài hát nổi tiếng nhất (二十大最受欢迎金曲)           | Đoạt giải |         |
| 2011 | Chris Lee                                              | Top 5 nữ ca sĩ được yêu thích nhất (最受欢迎女歌手5强)   | Đoạt giải |         |
| 2013 | Chris Lee                                              | Nữ ca sĩ được yêu thích nhất (最受欢迎女歌手)            | Đoạt giải |         |
| 2013 | Old If Not Wild (再不疯狂我们就老了)                   | 20 bài hát nổi tiếng nhất (二十大最受欢迎金曲)           | Đoạt giải |         |

### Golden π
| Năm  | Đề cử / Tác phẩm | Giải thưởng                                | Kết quả   | Ghi chú |
| ---- | ---------------- | ------------------------------------------ | --------- | ------- |
| 2010 | Chris Lee        | Nữ diễn viên được yêu thích (最喜爱女演员) | Đoạt giải |         |

### Giải thưởng Điện ảnh Hồng Kông
| Năm  | Đề cử / Tác phẩm                      | Giải thưởng                                                         | Kết quả | Ghi chú |
| ---- | ------------------------------------- | ------------------------------------------------------------------- | ------- | ------- |
| 2010 | Lý Vũ Xuân (Bodyguards And Assassins) | Nữ diễn viên phụ xuất sắc nhất (最佳女配角)                         | Đề cử   | [ 32 ]  |
| 2010 | Lý Vũ Xuân (Bodyguards And Assassins) | Diễn viên mới xuất sắc nhất (最佳新演員/最佳新演员)                 | Đề cử   | [ 32 ]  |
| 2010 | Stive (Chinese:粉末)                  | Bài hát gốc trong phim hay nhất (最佳原創電影歌曲/最佳原创电影歌曲) | Đề cử   | [ 32 ]  |
| 2013 | Cold Blade (刀锋偏冷)                 | Bài hát gốc trong phim hay nhất (最佳原創電影歌曲/最佳原创电影歌曲) | Đề cử   | [ 33 ]  |

### Hoa Đỉnh
| Năm  | Đề cử / Tác phẩm         | Giải thưởng              | Kết quả | Ghi chú |
| ---- | ------------------------ | ------------------------ | ------- | ------- |
| 2010 | Bodyguards and Assassins | Diễn viên mới (新锐演员) | Đề cử   | [ 34 ]  |

### Bách Hoa
| Năm  | Đề cử / Tác phẩm         | Giải thưởng                              | Kết quả | Ghi chú |
| ---- | ------------------------ | ---------------------------------------- | ------- | ------- |
| 2010 | Bodyguards and Assassins | Diễn viên mới xuất sắc nhất (最佳新演员) | Đề cử   | [ 35 ]  |

### KuGou Music
| Năm  | Đề cử / Tác phẩm | Giải thưởng                                                                  | Kết quả   | Ghi chú |
| ---- | ---------------- | ---------------------------------------------------------------------------- | --------- | ------- |
| 2014 | Chris Lee        | Nghệ sĩ được theo dõi nhiều nhất ở Trung Quốc Đại Lục (年度内地最受关注艺人) | Đoạt giải | [ 36 ]  |

### KuMusic Asian Music
| Năm  | Đề cử / Tác phẩm                              | Giải thưởng                           | Kết quả   | Ghi chú |
| ---- | --------------------------------------------- | ------------------------------------- | --------- | ------- |
| 2015 | A Magical Encounter 1987 (1987我不知会遇见你) | Album hay nhất của năm (年度最佳专辑) | Đoạt giải |         |

### Metro Radio Hits Music
| Năm  | Đề cử / Tác phẩm | Giải thưởng                                                             | Kết quả   | Ghi chú |
| ---- | ---------------- | ----------------------------------------------------------------------- | --------- | ------- |
| 2005 | Chris Lee        | Ca sĩ quốc dân nổi tiếng (勁爆全國人氣歌手/劲爆全国人气歌手)            | Đoạt giải |         |
| 2005 | Chris Lee        | Ca sĩ hay nhất cả nước(勁爆全国投选劲爆歌手/勁爆全国投选劲爆歌手)       | Đoạt giải |         |
| 2005 | Chris Lee        | Người mới xuất sắc nhất (勁爆投選勁爆新人王大獎/劲爆投选劲爆新人王大奖) | Đoạt giải |         |

### MIGU Music
| Năm  | Đề cử / Tác phẩm                                       | Giải thưởng                                                              | Kết quả   | Ghi chú |
| ---- | ------------------------------------------------------ | ------------------------------------------------------------------------ | --------- | ------- |
| 2007 | Chris Lee                                              | Giải thưởng đóng góp hàng năm cho âm nhạc không dây (无线音乐年度贡献奖) | Đoạt giải | [ 37 ]  |
| 2007 | Chris Lee                                              | Ca sĩ có ảnh hưởng nhất trong năm (年度最具影响力歌手)                   | Đoạt giải | [ 37 ]  |
| 2008 | Chris Lee (李宇春)                                     | Album hát và sáng tác bán chạy nhất (最畅销唱作专辑)                     | Đoạt giải | [ 38 ]  |
| 2012 | Chris Lee                                              | Nữ ca sĩ được yêu thích nhất trong năm (年度最受欢迎女歌手)              | Đoạt giải |         |
| 2012 | Sorry, Just Miss You Suddenly (对不起，只是忽然很想你) | Bài hát vàng bán chạy nhất năm (年度最畅销金曲)                          | Đoạt giải |         |

### Mnet Asian Music
| Năm  | Đề cử / Tác phẩm | Giải thưởng        | Kết quả   | Ghi chú |
| ---- | ---------------- | ------------------ | --------- | ------- |
| 2012 | Chris Lee        | Asian Artist Award | Đoạt giải |         |

### MTV Asia Awards
| Năm  | Đề cử / Tác phẩm | Giải thưởng                                        | Kết quả   | Ghi chú |
| ---- | ---------------- | -------------------------------------------------- | --------- | ------- |
| 2008 | Chris Lee        | Ca sĩ nổi tiếng nhất Trung Quốc (中国最受欢迎歌手) | Đoạt giải |         |

### MTV Europe Music
| Năm  | Đề cử cho | Giải thưởng                                    | Kết quả   | Ghi chú |
| ---- | --------- | ---------------------------------------------- | --------- | ------- |
| 2013 | Chris Lee | Nữ ca sĩ xuất sắc nhất thế giới                | Đoạt giải | [ 39 ]  |
| 2013 | Chris Lee | Nữ ca sĩ xuất sắc nhất Trung Quốc và Hồng Kông | Đoạt giải | [ 40 ]  |

### MTV Style
| Năm  | Để cử cho | Giải thưởng                                                             | Kết quả   | Ghi chú |
| ---- | --------- | ----------------------------------------------------------------------- | --------- | ------- |
| 2005 | Chris Lee | Thế lực mới sành điệu nhất trong ngành giải trí (最具风格演艺圈新势力)  | Đoạt giải | [ 41 ]  |
| 2011 | Chris Lee | Nữ ca sĩ Trung Quốc Đại Lục sành điệu nhất năm (年度最具风格内地女歌手) | Đoạt giải | [ 42 ]  |

### Music King
| Năm  | Để cử cho                                   | Giải thưởng                                                     | Kết quả   | Ghi chú |
| ---- | ------------------------------------------- | --------------------------------------------------------------- | --------- | ------- |
| 2007 | Raining (Chinese: 下雨)                     | Top 10 bài hát vàng-tiếng phổ thông (十大金曲-国语)             | Đoạt giải |         |
| 2007 | Chris Lee                                   | Nữ ca sĩ nổi tiếng nhất Trung Quốc Đại Lục (内地最受欢迎女歌手) | Đoạt giải |         |
| 2007 | Empress and Her Dream (Chinese: 皇后与梦想) | Album bán chạy nhất năm (年度最畅销专辑)                        | Đoạt giải |         |

### MusicRadio China Top Chart
| Năm  | Đề cử / Tác phẩm                                       | Giải thưởng                                                                             | Kết quả   | Ghi chú |
| ---- | ------------------------------------------------------ | --------------------------------------------------------------------------------------- | --------- | ------- |
| 2007 | Chris Lee                                              | Nữ ca sĩ nổi tiếng nhất Đại lục (内地最受欢迎女歌手)                                    | Đoạt giải |         |
| 2007 | The Story of Ice and Chrysanthemum (冰菊物语)          | Bài hát vàng của năm (年度金曲)                                                         | Đoạt giải |         |
| 2007 | Floated Subway (漂浮地铁)                              | Bài hát vàng của năm (年度金曲)                                                         | Đoạt giải |         |
| 2008 | Chris Lee                                              | Ca sĩ trình diễn sân khấu hay nhất năm của Trung Quốc Đại Lục(内地年度最佳舞台演绎歌手) | Đoạt giải |         |
| 2008 | Chris Lee                                              | Nữ ca sĩ nổi tiếng nhất Trung Quốc Đại Lục (内地最受欢迎女歌手)                         | Đoạt giải |         |
| 2009 | Teenage China (少年中国)                               | Bài hát vàng của năm (年度金曲)                                                         | Đoạt giải |         |
| 2009 | Chris Lee                                              | Nữ ca sĩ nổi tiếng nhất Trung Quốc Đại Lục (内地最受欢迎女歌手)                         | Đoạt giải |         |
| 2009 | Chris Lee                                              | Nghệ sĩ toàn năng nhất của Trung Quốc Đại Lục (内地年度全能艺人)                        | Đoạt giải |         |
| 2010 | See You Next Crossing (下个，路口，见)                 | Bài hát vàng của năm (年度金曲)                                                         | Đoạt giải |         |
| 2010 | Chris Lee                                              | Nữ ca sĩ xuất sắc nhất năm của Trung Quốc Đạ Lục (年度内地最佳女歌手)                   | Đoạt giải |         |
| 2012 | Sorry, Just Miss You Suddenly (对不起，只是忽然很想你) | Bài hát vàng của năm (年度金曲)                                                         | Đoạt giải | [ 43 ]  |
| 2012 | Chris Lee                                              | Nữ ca sĩ nổi tiếng nhất năm của Trung Quốc Đa Lục (内地最受欢迎女歌手)                  | Đoạt giải | [ 43 ]  |
| 2012 | Chris Lee                                              | Nghệ sĩ Crossover của năm (年度最佳跨界艺人)                                            | Đoạt giải | [ 43 ]  |
| 2012 | The Dancing Artist (会跳舞的文艺青年)                  | Album được yêu thích nhất trong năm (Đại Lục) (年度最受欢迎唱片(内地))                  | Đề cử     | [ 44 ]  |
| 2013 | Chris Lee                                              | Nữ ca sĩ nổi tiếng nhất Đại Lục (内地最受欢迎女歌手)                                    | Đoạt giải | [ 45 ]  |
| 2013 | Chris Lee                                              | Nghệ sĩ toàn năng hất Đại Lục (内地年度全能艺人)                                        | Đoạt giải | [ 45 ]  |
| 2013 | Chris Lee                                              | Nữ ca sĩ nổi tiếng nhất Đại Lục (内地最受欢迎女歌手)                                    | Đoạt giải | [ 45 ]  |
| 2013 | Chris Lee/Old If Not Wild (再不疯狂我们就老了)         | Lời bài hát hay nhất(最佳作词)                                                          | Đoạt giải | [ 45 ]  |
| 2013 | Old If Not Wild (再不疯狂我们就老了)                   | Bài hát vàng của năm (年度金曲)                                                         | Đoạt giải | [ 45 ]  |
| 2013 | Chris Lee                                              | Nữ ca sĩ xuất sắc nhất năm của Trung Quốc Đại Lục (年度内地最佳女歌手)                  | Đề cử     | [ 46 ]  |
| 2013 | Old If Not Wild (再不疯狂我们就老了)                   | Media Recommendation Album (年度传媒推荐唱片大奖)                                       | Đề cử     | [ 46 ]  |
| 2013 | Old If Not Wild (再不疯狂我们就老了)                   | Album được yêu thích nhất năm (年度最受欢迎唱片)                                        | Đề cử     | [ 46 ]  |
| 2013 | Old If Not Wild (再不疯狂我们就老了)                   | Album hay nhất năm (年度最佳唱片)                                                       | Đề cử     | [ 46 ]  |
| 2014 | Chris Lee                                              | Nữ ca sĩ nổi tiếng nhất Đại Lục (内地最受欢迎女歌手)                                    | Đề cử     | [ 47 ]  |
| 2015 | Chris Lee                                              | Nữ ca sĩ được yêu thích nhất (地最受欢迎女歌手)                                         | Đoạt giải | [ 48 ]  |
| 2015 | Chris Lee                                              | Nữ ca sĩ sắc nhất năm của Trung Quốc Đại Lục(年度内地最佳女歌手)                        | Đề cử     | [ 48 ]  |
| 2015 | A Magical Encounter 1987 (1987我不知会遇见你)          | Album được yêu thích nhất trong năm (Đại Lục) (年度最受欢迎唱片(内地))                  | Đoạt giải | [ 48 ]  |
| 2015 | A Magical Encounter 1987 (1987我不知会遇见你)          | Album hay nhất năm (年度最佳唱片)                                                       | Đề cử     | [ 48 ]  |
| 2015 | A Magical Encounter 1987 (1987我不知会遇见你)          | Người viết lời hay nhất của năm ở Trung Quốc Đại Lục (年度最佳作词-内地)                | Đề cử     | [ 48 ]  |

### New Force ·Time of China Ceremony
| Năm  | Đề cử / Tác phẩm | Giải thưởng                                                          | Kết quả   | Ghi chú |
| ---- | ---------------- | -------------------------------------------------------------------- | --------- | ------- |
| 2005 | Chris Lee        | Ngôi sao trực tuyến nổi tiếng nhất Trung Quốc (中国最具网络人气明星) | Đoạt giải | [ 49 ]  |

### Giải thưởng âm nhạc gốc của Thâm Quyến
| Năm  | Đề cử / Tác phẩm    | Giải thưởng         | Kết quả   | Ghi chú |
| ---- | ------------------- | ------------------- | --------- | ------- |
| 2011 | I'm Here (我在这里) | 10 bài hát hay nhất | Đoạt giải | [ 50 ]  |

### QQ Music Awards
| Năm  | Đề cử / Tác phẩm                  | Giải thưởng                                               | Kết quả   | Ghi chú |
| ---- | --------------------------------- | --------------------------------------------------------- | --------- | ------- |
| 2015 | Chris Lee                         | Nữ ca sĩ Đại Lục được yêu thích nhất (最受欢迎内地女歌手) | Đoạt giải | [ 51 ]  |
| 2016 | Asshole, I Miss You (混蛋,我想你) | Đĩa đơn quốc tế hay nhất của năm (年度最佳国际单曲)       | Đoạt giải |         |
| 2016 | Chris Lee                         | Nghệ sĩ crossover nhất năm (年度最佳跨界艺人)             | Đoạt giải |         |
| 2016 | Chris Lee                         | Nữ ca sĩ ảnh hưởng nhất năm (年度最具影响力女歌手)        | Đoạt giải |         |

### RTHK Top 10 Gold Songs
| Năm  | Đề cử / Tác phẩm | Giải thưởng                                                           | Kết quả   | Ghi chú |
| ---- | ---------------- | --------------------------------------------------------------------- | --------- | ------- |
| 2009 | Chris Lee        | Nữ ca sĩ xuất sắc nhất trong nước (全國最佳女歌手獎/全国最佳女歌手奖) | Đề cử     |         |
| 2010 | Chris Lee        | Nữ ca sĩ xuất nhất trong nước (全國最佳女歌手獎/全国最佳女歌手奖)     | Đoạt giải |         |

### Singapore Hit
| Năm  | Đề cử / Tác phẩm | Giải thưởng                                             | Kết quả   | Ghi chú |
| ---- | ---------------- | ------------------------------------------------------- | --------- | ------- |
| 2007 | Chris Lee        | Nữ ca sĩ nổi tiếng nhất Trung Quốc (中国最受欢迎女歌手) | Đoạt giải |         |

### Sino.com Internet
| Năm  | Đề cử / Tác phẩm | Giải thưởng                                          | Kết quả   | Ghi chú |
| ---- | ---------------- | ---------------------------------------------------- | --------- | ------- |
| 2006 | Chris Lee        | Thần tượng mới nổi nổi tiếng nhất (最具人气新锐偶像) | Đoạt giải | [ 52 ]  |
| 2010 | Chris Lee        | Nghệ sĩ lôi cuốn nhất của năm (年度最具号召力艺人)   | Đoạt giải | [ 53 ]  |

### Downloading 2005 · Sohu All Star Ceremony
| Năm  | Đề cử / Tác phẩm | Giải thưởng                 | Kết quả   | Ghi chú |
| ---- | ---------------- | --------------------------- | --------- | ------- |
| 2006 | Chris Lee        | Ngôi sao của năm (年度明星) | Đoạt giải | [ 54 ]  |

### Southeast Music Chart
| Năm  | Đề cử / Tác phẩm         | Giải thưởng                                                  | Kết quả   | Ghi chú |
| ---- | ------------------------ | ------------------------------------------------------------ | --------- | ------- |
| 2008 | Chris Lee                | Nữ ca sĩ của năm (年度最佳女歌手)                            | Đoạt giải | [ 55 ]  |
| 2008 | Chris Lee                | Nữ ca sĩ được yêu thích nhất trong năm (年度最受欢迎女歌手)  | Đoạt giải | [ 55 ]  |
| 2008 | Chris Lee                | Ca sĩ nổi tiếng nhất (劲爆最具人气歌手)                      | Đoạt giải | [ 55 ]  |
| 2008 | Teenage China (少年中国) | Top Hits (年度金曲)                                          | Đoạt giải | [ 55 ]  |
| 2009 | Ame 阿么)                | Top Hits (年度金曲)                                          | Đoạt giải | [ 56 ]  |
| 2009 | Chris Lee                | Ca sĩ kiêm nhạc sĩ tiềm năng nhất (传媒推荐最有潜质创作歌手) | Đoạt giải | [ 57 ]  |
| 2009 | Chris Lee                | Nữ ca sĩ được yêu thích nhất trong năm (年度最受欢迎女歌手)  | Đoạt giải | [ 57 ]  |

### Sprite Music Chart

#### Seasonal Awards
| Năm  | Đề cử / Tác phẩm | Giải thưởng                                                                     | Kết quả   | Ghi chú |
| ---- | ---------------- | ------------------------------------------------------------------------------- | --------- | ------- |
| 2006 | Give Me Five     | Bài hát vàng của năm (年度金曲)                                                 | Đoạt giải | [ 58 ]  |
| 2006 | Chris Lee        | Ca sĩ được yêu thích nhất trong năm ở Trung Quốc Đại Lục (内地年度最具人气歌手) | Đoạt giải | [ 58 ]  |
| 2006 | Chris Lee        | Biểu diễn xuất sắc (优秀表现奖)                                                 | Đoạt giải | [ 58 ]  |
| 2006 | Chris Lee        | Sprite IN Award (雪碧至IN星)                                                    | Đoạt giải | [ 58 ]  |

#### Yearly Awards
| Năm  | Đề cử / Tác phẩm         | Giải thưởng                                                     | Kết quả   | Ghi chú |
| ---- | ------------------------ | --------------------------------------------------------------- | --------- | ------- |
| 2007 | Happy Wake Up            | Bài hát vàng Đại Lục (内地金曲)                                 | Đoạt giải |         |
| 2008 | Raining (下雨)           | Bàu hát vàng Đại Lục (内地金曲)                                 | Đoạt giải | [ 59 ]  |
| 2008 | Chris Lee                | Nữ ca sĩ biểu diễn xuất sắc nhất Đại Lục (内地最佳演绎女歌手奖) | Đoạt giải | [ 59 ]  |
| 2009 | Chris Lee                | Nữ ca sĩ nổi tiếng nhất Đại Lục (内地最受欢迎女歌手)            | Đoạt giải |         |
| 2009 | Why Me                   | Bài hát vàng Đại Lục (内地金曲)                                 | Đoạt giải |         |
| 2009 | Teenage China (少年中国) | Video âm nhạc hay nhất của năm (年度最优秀视像音乐)             | Đoạt giải |         |
| 2010 | Shu Embroidery (蜀绣)    | Bài hát vàng Đại Lục (内地金曲)                                 | Đoạt giải |         |

### Star Awards
| Năm  | Đề cử / Tác phẩm         | Giải thưởng                                                             | Kết quả   | Ghi chú |
| ---- | ------------------------ | ----------------------------------------------------------------------- | --------- | ------- |
| 2006 | Chris Lee                | Nữ ca sĩ nổi tiếng nhất Đại Lục (内地最受欢迎女歌手)                    | Đoạt giải | [ 60 ]  |
| 2010 | Chris Lee                | Nữ ca sĩ Đại Lục của năm (内地年度女歌手)                               | Đoạt giải | [ 61 ]  |
| 2010 | Bodyguards and Assassins | Ngôi sao điện ảnh mới tiềm năng ở Trung Quốc Đại Lục (内地潜力电影新人) | Đoạt giải | [ 61 ]  |
| 2012 | Chris Lee                | Nữ ca sĩ Đại Lục của năm (内地年度女歌手)                               | Đoạt giải | [ 62 ]  |
| 2012 | Chris Lee                | Nữ nghệ sĩ nổi tiếng nhất trên Internet (互联网最受欢迎女艺人)          | Đoạt giải | [ 62 ]  |

### TOM Online Honor
| Năm  | Đề cử / Tác phẩm | Giải thưởng                              | Kết quả   | Ghi chú |
| ---- | ---------------- | ---------------------------------------- | --------- | ------- |
| 2006 | Chris Lee        | Ca sĩ triển vọng nhất (最具发展潜力歌手) | Đoạt giải | [ 63 ]  |

### Top Chinese Music
| Năm  | Đề cử / Tác phẩm | Giải thưởng                                                     | Kết quả   | Ghi chú |
| ---- | ---------------- | --------------------------------------------------------------- | --------- | ------- |
| 2006 | Chris Lee        | Nữ ca sĩ nổi tiếng nhất Đại lục (内地最受欢迎女歌手)            | Đề cử     | [ 64 ]  |
| 2007 | Chris Lee        | Nghệ sĩ mới xuất sắc nhất (Đại Lục)                             | Đề cử     | [ 65 ]  |
| 2007 | Chris Lee        | Nữ ca sĩ nổi tiếng nhất Trung Quốc Đại Lục (内地最受欢迎女歌手) | Đoạt giải | [ 66 ]  |
| 2011 | Chris Lee        | Nữ ca sĩ được yêu thích nhất (最受欢迎女歌手)                   | Đoạt giải |         |
| 2015 | Chris Lee        | Nữ ca sĩ nổi tiếng nhất Trung Quốc Đại Lục (内地最受欢迎女歌手) | Đoạt giải |         |

### V Chart
| Năm  | Đề cử / Tác phẩm | Giải thưởng                                                         | Kết quả   | Ghi chú |
| ---- | ---------------- | ------------------------------------------------------------------- | --------- | ------- |
| 2013 | Young (似火年华) | MV hay nhất năm (年度最佳MV)                                        | Đoạt giải | [ 67 ]  |
| 2014 | Chris Lee        | Nghệ sĩ có ảnh hưởng nhất trong năm (年度最具影响力艺人)            | Đoạt giải |         |
| 2015 | Cool (酷)        | MV hay nhất năm (年度最佳MV)                                        | Đoạt giải |         |
| 2016 | Chris Lee        | Ca sĩ có ảnh hưởng nhất Châu Á (亚洲最具影响力歌手)                 | Đoạt giải | [ 68 ]  |
| 2016 | Chris Lee        | Nữ ca sĩ của năm (年度最佳女歌手)                                   | Đoạt giải | [ 68 ]  |
| 2016 | Chris Lee        | Nghệ sĩ được đề xuất của Yinyue Tai Media (音悦Tai年度传媒推荐艺人) | Đoạt giải | [ 68 ]  |
| 2016 | Chris Lee        | Bểu diễn sân khấu xuất sắc nhất trong năm (年度最具舞台表现)        | Đoạt giải | [ 68 ]  |